# Саксонские войны
Саксо́нские во́йны — ожесточённые завоевательные войны, которые Карл Великий вёл с саксами с 772 по 804 годы. Их результатом стало включение Нижней Саксонии в состав Франкской империи и принятие саксами христианства. В то время саксы делились на западных (вестфальских), центральных (анграрийских), восточных (остфальских) и северных (нордальбингенских).

## Ранние войны
Саксы выделялись среди племён Германии своей воинственностью и приверженностью языческим культам. Граница франков с ними была плохо определена, ибо почти везде проходила по голой равнине, а не по речным преградам. Ежедневно здесь происходили убийства, грабежи и поджоги. На государственной ассамблее в Вормсе Карл объявил о начале войны с саксами. В 772 году Карл в первый раз вторгся в Саксонию, разрушил крепость Эресбург и низверг языческую святыню — идола Ирминсула.
В 775 году во главе большой армии Карл достиг земли остфалов и дошёл до реки Окер, взял заложников и оставил сильные гарнизоны в Эресбурге и Сигибурге. Следующей весной под ответным натиском саксов Эресбург пал. После этого Карл изменил тактику, решив создать «укрепленный рубеж» (марку), который должен был предохранять франков от вторжений саксов. В 776 году он, вновь укрепив Эресбург и Сигибург, построил новую крепость Карлсбург и оставил в пограничной зоне священников для обращения язычников-саксов в христианскую веру, которое вначале шло довольно успешно. В 777 году саксы опять были разбиты, и тогда большинство саксонских эделингов (племенная знать) на собрании в Падерборне признало Карла Великого своим повелителем.

## Восстание Видукинда

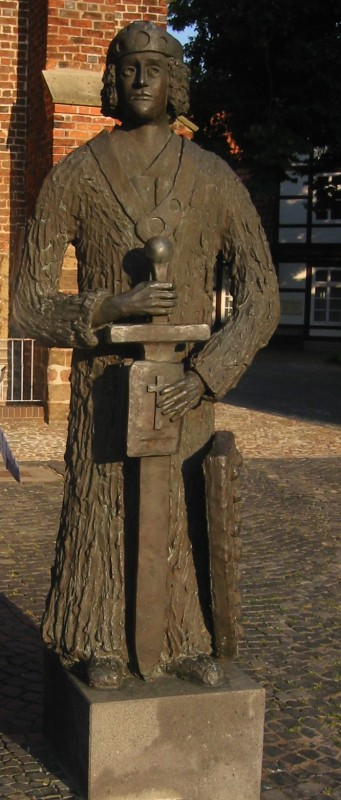
Памятник Видукинду в Нинбурге

Между тем саксы-вестфалы, объединившись вокруг Видукинда, который в 777 году не явился в Падерборн, а бежал к датскому королю Сигфреду, забыли свои клятвы и показное обращение в христианство, и снова начали войну. В 778 году, перейдя границу у Рейна, они поднялись по правому берегу реки до Кобленца, всё выжигая и грабя на своём пути, а затем, нагруженные богатой добычей, почти без препятствий возвратились назад. В 779 году Карл вторгся в Саксонию и прошёл всю страну, нигде не встречая сопротивления. Вновь, как и прежде, в его лагерь явилось множество саксов, которые дали заложников и клятвы в верности. Однако король уже не верил им.
На следующий год Карлу со своей армией и священнослужителями удалось пройти до самой Эльбы — границы между саксами и полабскими славянами. К этому времени у Карла уже был стратегический план, сводившийся, в целом, к покорению всей Саксонии через христианизацию. В этом Карлу очень помог англосакс Виллегад, доктор богословия, приступивший к насаждению новой веры. Всю Саксонию Карл разделил на административные округа, во главе которых поставил графов.
Для усмирения славян-сорбов, напавших на пограничные земли Саксонии и Тюрингии, Карл направил войско, в состав которого уже входили и верные Карлу саксы. Но в это время из Дании вернулся Видукинд Саксонский. Вся страна немедленно восстала, сведя на нет все достижения Карла. Множество франков и саксов, принявших новую веру, было перебито, а христианские храмы разрушены. Войско, посланное против сорбов, попало в засаду у Везера у горы Зюнтель и в произошедшем здесь сражении было почти полностью перебито. Одновременно усилилось недовольство нововведениями Карла и во Фризии.

## Верденская резня
Карл Великий собрал новую армию, явился в Ферден, вызвал к себе саксонских старейшин и заставил их выдать 4500 зачинщиков восстания. Их обезглавили в один день. Видукинд успел бежать. Карл обнародовал так называемый «Первый Саксонский капитулярий», по которому неверность королю и всякое нарушение общественного порядка каралось смертью. «Капитулярий» содержал меры по искоренению язычества.
В 783 году сражение при Детмольде и последовавшее за ним сражение на Хазе (близ Оснабрюка) принесли победы войску Карла Великого. Следующие 784 и 785 годы Карл почти безвыездно оставался в Саксонии. В ходе упорной войны он истреблял саксов в сражениях и карательных рейдах, брал сотни заложников, вывозя их из страны, уничтожал селения и хутора непокорных.

## Перелом

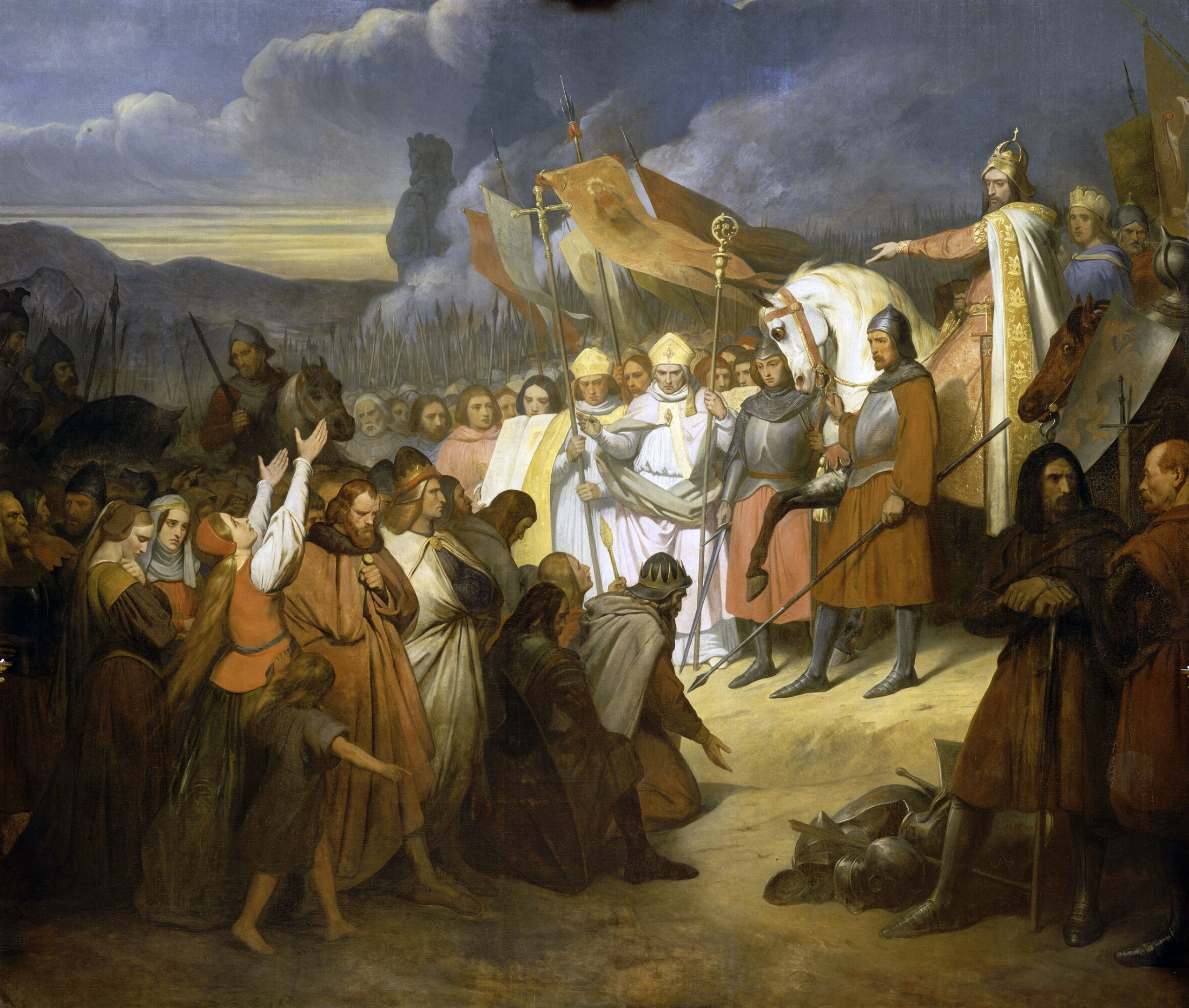
Ари Шеффер. «Сдача Видукинда в плен франкам».

Зиму 784—785 года король провёл в Саксонии, в Эресбурге, куда он переселился вместе с семьей. Летом 785 года франки перешли Везер. Обескровленный многими поражениями Видукинд запросил пощады и завязал с Карлом переговоры в Бернгау. Осенью вожди саксов Видукинд и Аббио явились ко двору Карла в Аттиньи, в Шампани, и крестились, причём Карл был крестным отцом Видукинда. Саксы присягнули на верность и получили из рук короля дары. В войне свершился перелом. Летопись под 785 годом отмечает, что король франков «покорил всю Саксонию». После этого сопротивление побежденных стало ослабевать.

## Завершение Саксонских войн
Однако в 793 году на севере вновь вспыхнуло восстание, охватившее не только Саксонию, но и другие территории, на которых жили фризы, авары и полабские славяне. В 794—799 годах вновь шла война, носившая уже характер истребительной, сопровождавшаяся массовыми захватами заложников и пленных, которых обращали в рабов и вывозили во внутренние области королевства.
Саксы ожесточенно сопротивлялись, особенно упорно в Нордальбингии. Желая достичь победы над ними, Карл заключил союз с врагами саксов, славянами-бодричами, князь которых Дражко в 798 году нанёс нордальбингам тяжёлое поражение в сражении на Свентане. Зиму 798—799 годов Карл Великий вновь вместе с семьёй провёл в Саксонии в районе Везера, где разбил лагерь, а по сути выстроил новый город с домами и дворцами, назвав это место Герштель, то есть «Стоянка армии».
Весной покинув Герштель, Карл подошёл к Миндену и опустошил всю область между Везером и Эльбой, в то время как его союзники бодричи успешно воевали в Нордальбингии. Летом 799 года король вместе с сыновьями отправился в последний поход против саксов. Сам он оставался в Падерборне. Тем временем Карл Юный завершил усмирение Нордальбингии. Как обычно, Карл вернулся во Францию, ведя с собой множество саксов с женами и детьми для расселения их во внутренних областях государства.
Чтобы окончательно замирить саксов, Карл Великий издал в 797 году новый «Саксонский капитулярий», которым отменялся режим террора, установленный капитулярием 785 года, и вводилось равенство франков и саксов перед законом. В Миндене, Оснабрюке, Фердене, Бремене, Падерборне, Мюнстере и Хильдесхайме были учреждены саксонские епископские кафедры, принадлежащие отчасти к Кёльнской архиепархии, отчасти к Майнцской епархии.